# 斯皮爾涅 (拉多梅什利區)
50°30′14″N 29°28′44″E / 50.50389°N 29.47889°E
斯皮爾涅（烏克蘭語：Спірне）是烏克蘭北部的村莊，隸屬日托米爾州的日托米爾區。該村面積0.22平方公里，海拔高度163米，2001年人口43，人口密度每平方公里191.96人。